# Anomala trichia
Anomala trichia är en skalbaggsart som beskrevs av Benderitter 1922. Anomala trichia ingår i släktet Anomala och familjen Rutelidae. Inga underarter finns listade i Catalogue of Life.